# 下關事件
下關事件，是發生在1949年8月日本山口縣下關市在日朝鮮人的騷亂事件。

## 事件發端
大韓民國政府在1949年開始以韓國外居住的朝鮮族同胞進行「在外國民登録」，在日本大韓民国民團宣稱「如果不這樣註冊誰也不會成為一個韓國人」。引起親北朝鮮的在日本朝鮮人聯盟(朝聯)不滿，事態一觸即發。

## 事件概要
1949年8月19日晚上11時，朝聯事務所前約有150人在日朝鮮人集結進行非難民團的集會。
集會本身沒有解決問題，解散後集會人士在路上遇上民團成員雙方衝突開始，部分朝聯成員負傷逃出。翌日8月20日半夜2時30分，200位朝聯成員進行報復，民團外關支部成員的住宅被襲撃，家中財物被掠全市大混亂。
下關市警察向國家地方警察山口縣本部請求支援，國家地方警察向山口縣發布包括自治體警察在內的全警察非常招集令，警察學校學生也被動員。
縣內各地警察到齊後開始對雙方進行搜查，73人被檢舉。
翌日8月21日，下關市警察與國家地方警察合作設置下關事件警備本部。市内設置各所派出所防止逃亡，最終208人被檢舉，75人被起訴。